# Ардзенадзе, Мухамед Османович
Мухамед Османович Ардзенадзе (9 июля 1923 года, село Дандало, Кедский район, Грузинская ССР — 1982 год, село Дандало, Кедский район, Грузинская ССР) — звеньевой колхоза имени Кирова Кедского района Аджарской ССР, Грузинская ССР. Герой Социалистического Труда (1949).

## Биография
Родился в 1923 году в крестьянской семье в селе Дандало Кедского района (сегодня — Кедский муниципалитет). После окончания местной начальной школы трудился рядовым колхозником в колхозе имени Кирова Кедского района. В послевоенные годы возглавлял табаководческое звено.
В 1948 году звено под его руководством собрало в среднем с каждого гектара по 18,6 центнеров табачного листа сорта «Самсун» на участке площадью 3 гектара. Указом Президиума Верховного Совета СССР от 3 мая 1949 года удостоен звания Героя Социалистического Труда за «получение высоких урожаев кукурузы и табака в 1948 году» с вручением ордена Ленина и золотой медали «Серп и Молот».
Этим же Указом звание Героя Социалистического Труда получили первый секретарь Кедского райкома партии Окропир Никифорович Беридзе, заведующий отделом сельского хозяйства Кедир Сулейманович Чхеидзе, председатель райисполкома Хусейн Мемедович Мегрелидзе, районный агроном Тамара Михайловна Сихарулидзе и пять тружеников из колхозов имени Ворошилова и Кирова Кедского района (Али Кедемович Сапаридзе, Мамуд Сулейманович Лорткипанидзе, Харун Сулейманович Шиладзе, Шукри Мухамедович Джакелидзе).
В 1954 году окончил сельскохозяйственную школу и трудился бригадиром табаководов в этом же колхозе. Умер в 1985 году в родном селе Далдано.